# 尚達爾巴爾納赫村
尚達爾巴爾納赫村（波斯語：شندربالنگه），是伊朗吉兰省阿姆拉什县中央區南阿姆拉什鄉的一个村。2006年人口普查顯示該村人口为94人，分佈在29个家庭中。